# Remparts de Vertus
Des fortifications de Vertus qui protégeaient la ville il ne reste que la porte Baudet ; elles étaient situées dans la Marne.

## Historique
Avec la prospérité due aux Foires de Champagne, le comte Thibault IV accorde l'édification des remparts en 1230. La ville est protégée par un ensemble de fossés et de remparts. Les remparts sont toujours debout et entretenus en 1759, mais le conseil de ville demande sa destruction en 1770. La dernière trace est la porte Baudet qui était alors encadrée de deux tours et avait un pont-levis.
Cette protection n'empêcha pas les Anglais de brûler la ville en 1380, elle avait été l'une des dernières à résister alors que sévissait la guerre de Cent Ans.
Cette ceinture est encore visible de par la trace qu'elle laisse dans l'urbanisation, les boulevards extérieurs en reprenant le tracé.

## Ouverture au tourisme

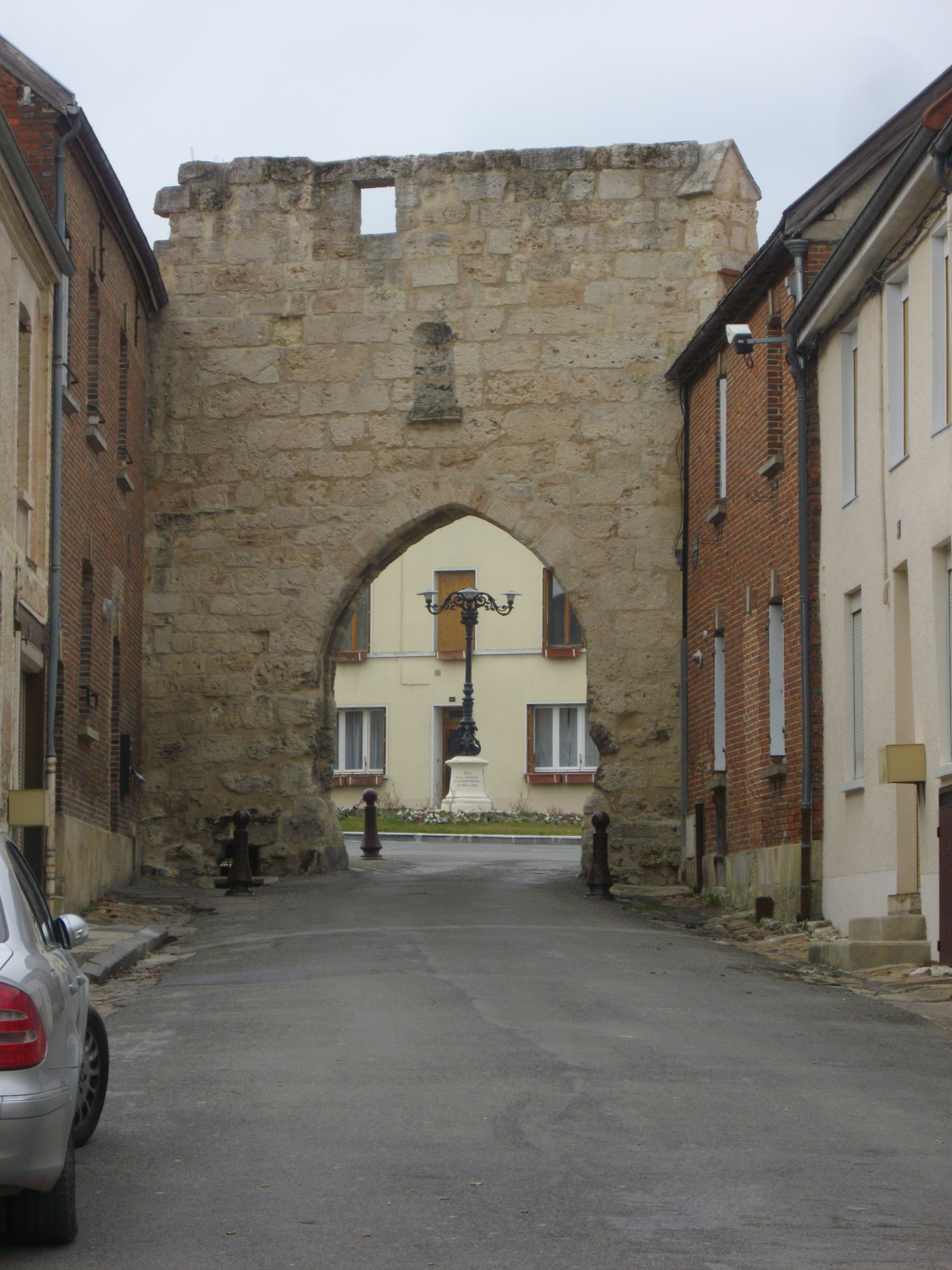
Depuis l'intérieur de la ville.